# ان‌جی‌سی ۱۰۴۲
ان‌جی‌سی ۱۰۴۲ (انگلیسی: NGC 1042) نام یک کهکشان مارپیچی در صورت فلکی نهنگ است.